# GP2 Asia Series 2011
La stagione 2011 della GP2 Asia Series è la quarta stagione del campionato GP2 Asia Series. È iniziata l'11 febbraio ed è terminata il 20 marzo 2011, dopo 4 appuntamenti divisi in due fine settimana di gare. La serie è stata vinta dal pilota francese Romain Grosjean; il titolo riservato alle scuderie è andato alla DAMS.

## La pre-stagione

### Calendario
Il calendario è stato annunciato il 7 ottobre 2010, e prevedeva tre fine settimana di gara, uno in meno rispetto al 2009-2010, da tenersi tra febbraio e marzo 2011. Successivamente il primo appuntamento nel Bahrain è stato cancellato a causa della situazione politica del Paese. Stesso provvedimento è stato preso anche per la seconda gara prevista sul circuito, dopo la notizia dell'annullamento del gran premio di Formula 1. Successivamente, il comitato organizzatore della categoria ha raggiunto un accordo con l'autodromo Enzo e Dino Ferrari di Imola per il recupero della tappa del Bahrain. La stagione si articola così su soli due eventi (quattro gare in totale) rispetto ai tre previsti all'inizio.
| Gara | Gara | Circuito                              | Giri                | Lunghezza              | Data        | Ora   |
| ---- | ---- | ------------------------------------- | ------------------- | ---------------------- | ----------- | ----- |
| 1    | G1   | Yas Marina Circuit                    | 36                  | 36x4,730=170,280 km    | 11 febbraio | 16:55 |
| 1    | G2   | Yas Marina Circuit                    | 26                  | 26x4,730=122,980 km    | 12 febbraio | 17:05 |
|      | G1   | Bahrain International Circuit, Sakhir | 32                  | 32x5,412=173,184 km    | 18 febbraio | 12:00 |
| G2   | 23   | Bahrain International Circuit, Sakhir | 23x5,412=124,476 km | 19 febbraio            | 12:00       |       |
|      | G1   | Bahrain International Circuit, Sakhir |                     |                        | 12 marzo    |       |
| G2   |      | Bahrain International Circuit, Sakhir |                     | 13 marzo               |             |       |
| 2    | G1   | Autodromo Enzo e Dino Ferrari, Imola  | 35                  | 35x4,909 km=171,815 km | 19 marzo    | 14:00 |
| 2    | G2   | Autodromo Enzo e Dino Ferrari, Imola  | 25                  | 25x4,909 km=122,725 km | 20 marzo    | 14:00 |

### Test
| Circuito           | Data       | Sessione   | Pilota più veloce   | Team          | Tempo    | Giri |
| ------------------ | ---------- | ---------- | ------------------- | ------------- | -------- | ---- |
| Yas Marina Circuit | 2 febbraio | Mattina    | Stefano Coletti     | Trident       | 1:54.161 | 8    |
| Yas Marina Circuit | 2 febbraio | Pomeriggio | Romain Grosjean     | DAMS          | 1:49.768 | 39   |
| Yas Marina Circuit | 3 febbraio |            | Giedo van der Garde | Barwa Addax   | 1:48.499 | 35   |
| Yas Marina Circuit | 6 febbraio | Mattina    | Josef Král          | Arden         | 1:36.609 | 25   |
| Yas Marina Circuit | 6 febbraio | Pomeriggio | Michael Herck       | Coloni        | 1:36.467 | 26   |
| Yas Marina Circuit | 7 febbraio | Mattina    | Jules Bianchi       | ART           | 1:35.940 | 34   |
| Yas Marina Circuit | 7 febbraio | Pomeriggio | Davide Valsecchi    | Team Air Asia | 1:36.159 | 21   |

## Piloti e team

### Piloti
Sam Bird e Marcus Ericsson passano, rispettivamente da ART e SuperNova, alla iSport. L'altro pilota 2010 della Super Nova, Josef Král, passa dalla Arden International, dove trova Jolyon Palmer, in arrivo dalla Formula 2, della quale è stato vicecampione nel 2010. Dall'Arden Charles Pic passa alla Barwa Addax, in cui fa coppia col già presente Giedo van der Garde. Altro passaggio tra scuderie è quello di Fabio Leimer che passa dalla Ocean Racing al Rapax. Sempre alla Rapax c'è l'esordio nella categoria per il colombiano Julián Leal, che però corre con licenza italiana.
Il campione 2010 della GP3 Esteban Gutiérrez fa il suo esordio con l'ART Grand Prix, in cui trova il confermato Jules Bianchi. Dalla GP3 proviene anche il pilota norvegese Pål Varhaug, che viene ingaggiato dalla DAMS per far coppia con un altro pilota riconfermato, Romain Grosjean.
La Scuderia Coloni conferma James Jakes e gli affianca Michael Herck, che arriva dal David Price Racing, scuderia non più presente nella categoria. Stefano Coletti torna nella serie, dopo una breve esperienza nel 2009, e firma con la Trident Racing. Altro rientrante è il malese Fairuz Fauzy, che corre per la Super Nova, assieme a Johnny Cecotto Jr., che nel 2010 aveva corso i primi 8 appuntamenti con la Trident.
Il britannico Max Chilton passa dalla Ocean alla Carlin Motorsport, dove trova l'ex pilota di Formula 2 Mikhail Aleshin. L'Ocean, a sua volta, schiera Oliver Turvey, proveniente dalla iSport International, accanto al neoarrivato in GP2 Andrea Caldarelli.
La Racing Engineering conferma Dani Clos e fa esordire il francese Nathanaël Berthon. Il neoentrante Team Air Asia iscrive Luiz Razia e Davide Valsecchi.
Nella gara di Imola Luca Filippi sostituisce James Jakes alla Coloni.

### Scuderie
Fanno l'esordio da quest'anno i due nuovi team ammessi, il Carlin Motorsport e il Team Air Asia; prendono il posto del David Price Racing e della Durango, quest'ultima aveva già rinunciato alla stagione 2010 in GP2 Series. La Lotus Cars associa il proprio nome a quello dell'ART Grand Prix.

### Tabella riassuntiva
| Team                    | Nr. | Pilota              | Weekend di gare |
| ----------------------- | --- | ------------------- | --------------- |
| iSport International    | 1   | Marcus Ericsson     | Tutte           |
| iSport International    | 2   | Sam Bird            | Tutte           |
| Arden International     | 3   | Josef Král          | Tutte           |
| Arden International     | 4   | Jolyon Palmer       | Tutte           |
| Lotus ART               | 5   | Jules Bianchi       | Tutte           |
| Lotus ART               | 6   | Esteban Gutiérrez   | Tutte           |
| Super Nova Racing       | 7   | Fairuz Fauzy        | Tutte           |
| Super Nova Racing       | 8   | Johnny Cecotto Jr.  | Tutte           |
| DAMS                    | 9   | Romain Grosjean     | Tutte           |
| DAMS                    | 10  | Pål Varhaug         | Tutte           |
| Scuderia Coloni         | 11  | Michael Herck       | Tutte           |
| Scuderia Coloni         | 12  | James Jakes         | 1               |
| Scuderia Coloni         | 12  | Luca Filippi        | 2               |
| Ocean Racing Technology | 14  | Oliver Turvey       | Tutte           |
| Ocean Racing Technology | 15  | Andrea Caldarelli   | Tutte           |
| Barwa Addax Team        | 16  | Charles Pic         | Tutte           |
| Barwa Addax Team        | 17  | Giedo van der Garde | Tutte           |
| Trident Racing          | 18  | Stefano Coletti     | Tutte           |
| Trident Racing          | 19  | Rodolfo González    | Tutte           |
| Rapax                   | 20  | Fabio Leimer        | Tutte           |
| Rapax                   | 21  | Julián Leal         | Tutte           |
| Racing Engineering      | 22  | Nathanaël Berthon   | Tutte           |
| Racing Engineering      | 23  | Dani Clos           | Tutte           |
| Carlin                  | 24  | Mikhail Aleshin     | Tutte           |
| Carlin                  | 25  | Max Chilton         | Tutte           |
| Team Air Asia           | 26  | Luiz Razia          | Tutte           |
| Team Air Asia           | 27  | Davide Valsecchi    | Tutte           |

## Risultati e classifiche

### Risultati
| Gara | Gara | Circuito | Tempo       | Velocità     | Pole Position   | GPV             | Vincitore       | Team               |
| ---- | ---- | -------- | ----------- | ------------ | --------------- | --------------- | --------------- | ------------------ |
| 1    | G1   | Yas      | 1:22:04.643 | 114,020 km/h | Romain Grosjean | Jules Bianchi   | Jules Bianchi   | Lotus ART          |
| 1    | G2   | Yas      | 43:02.819   | 171,252 km/h | +               | Jules Bianchi   | Stefano Coletti | Trident            |
| 2    | G1   | Imola    | 52:59.103   | 194,562 km/h | Romain Grosjean | Romain Grosjean | Romain Grosjean | DAMS               |
| 2    | G2   | Imola    | 37:25.901   | 196,718 km/h | +               | Romain Grosjean | Dani Clos       | Racing Engineering |

### Classifica piloti
| Pos | Pilota              | YAS | YAS | IMO | IMO | Punti |
| --- | ------------------- | --- | --- | --- | --- | ----- |
| 1   | Romain Grosjean     | 2   | Rit | 1   | 7   | 24    |
| 2   | Jules Bianchi       | 1   | 8   | 3   | Rit | 18    |
| 3   | Giedo van der Garde | 5   | 23  | 2   | 3   | 16    |
| 4   | Stefano Coletti     | 8   | 1   | 5   | Rit | 11    |
| 5   | Fabio Leimer        | 10  | 6   | 6   | 2   | 9     |
| 6   | Marcus Ericsson     | 4   | 3   | 10  | 16  | 9     |
| 7   | Davide Valsecchi    | 3   | 4   | SQ  | 17  | 9     |
| 8   | Michael Herck       | 13  | 5   | 4   | 5   | 9     |
| 9   | Dani Clos           | Rit | 22  | 7   | 1   | 8     |
| 10  | Josef Král          | 6   | 2   | 12  | 9   | 8     |
| 11  | Esteban Gutiérrez   | Rit | 12  | 11  | 4   | 3     |
| 12  | Sam Bird            | 7   | Rit | Rit | Rit | 2     |
| 13  | Pål Varhaug         | Rit | 20  | 13  | 6   | 1     |
| 14  | Fairuz Fauzy        | Rit | 15  | 8   | Rit | 1     |
| 15  | Johnny Cecotto Jr.  | 15  | 7   | 15  | 19† | 0     |
| 16  | Oliver Turvey       | 18  | 19  | 14  | 8   | 0     |
| 17  | Rodolfo González    | 11  | 9   | 9   | Rit | 0     |
| 18  | Charles Pic         | 9   | 21  | 20  | 11  | 0     |
| 19  | Jolyon Palmer       | 14  | 10  | 18  | Rit | 0     |
| 20  | Luca Filippi        |     |     | 22  | 10  | 0     |
| 21  | Andrea Caldarelli   | 16  | 11  | 17  | 12  | 0     |
| 22  | Max Chilton         | 12  | 18  | 21  | 15  | 0     |
| 23  | Nathanaël Berthon   | Rit | 14  | Rit | 13  | 0     |
| 24  | James Jakes         | 17† | 13  |     |     | 0     |
| 25  | Luiz Razia          | Rit | 16  | Rit | 14  | 0     |
| 26  | Julián Leal         | Rit | 17  | 16  | 18  | 0     |
| 27  | Mikhail Aleshin     | Rit | 24† | 19  | 20† | 0     |
| Pos | Pilota              | YAS | YAS | IMO | IMO | Punti |

| Colore  | Risultato             |
| ------- | --------------------- |
| Oro     | Vincitore             |
| Argento | 2º posto              |
| Bronzo  | 3º posto              |
| Verde   | Finito a punti        |
| Blu     | Finito senza punti    |
| Viola   | Ritirato (Rit)        |
| Viola   | Non classificato (NC) |
| Rosso   | Non qualificato (NQ)  |
| Nero    | Squalificato (SQ)     |
| Bianco  | Non partito (NP)      |
| Bianco  | Non ha gareggiato     |
| Bianco  | Infortunato (INF)     |
| Bianco  | Escluso (ES)          |
| Bianco  | Gara cancellata (C)   |

### Classifica scuderie
| Pos | Team                    | Vettura Nr. | YAS | YAS | IMO | IMO | Punti |
| --- | ----------------------- | ----------- | --- | --- | --- | --- | ----- |
| 1   | DAMS                    | 9           | 2   | Rit | 1   | 7   | 25    |
| 1   | DAMS                    | 10          | Rit | 20  | 13  | 6   | 25    |
| 2   | Lotus ART               | 5           | 1   | 8   | 3   | Rit | 22    |
| 2   | Lotus ART               | 6           | Rit | 12  | 11  | 4   | 22    |
| 3   | Barwa Addax Team        | 16          | 9   | 21  | 20  | 11  | 16    |
| 3   | Barwa Addax Team        | 17          | 5   | 23  | 2   | 3   | 16    |
| 4   | Trident Racing          | 18          | 8   | 1   | 5   | Rit | 11    |
| 4   | Trident Racing          | 19          | 11  | 9   | 9   | Rit | 11    |
| 5   | iSport International    | 1           | 4   | 3   | 10  | 16  | 11    |
| 5   | iSport International    | 2           | 7   | Rit | Rit | Rit | 11    |
| 6   | Rapax                   | 20          | 10  | 6   | 6   | 2   | 9     |
| 6   | Rapax                   | 21          | Rit | 17  | 16  | 18  | 9     |
| 7   | Team Air Asia           | 26          | Rit | 16  | Rit | 14  | 9     |
| 7   | Team Air Asia           | 27          | 3   | 4   | SQ  | 17  | 9     |
| 8   | Scuderia Coloni         | 11          | 13  | 5   | 4   | 5   | 9     |
| 8   | Scuderia Coloni         | 12          | 17† | 13  | 22  | 10  | 9     |
| 9   | Racing Engineering      | 22          | Rit | 14  | Rit | 13  | 8     |
| 9   | Racing Engineering      | 23          | Rit | 22  | 7   | 1   | 8     |
| 10  | Arden International     | 3           | 6   | 2   | 12  | 9   | 8     |
| 10  | Arden International     | 4           | 14  | 10  | 18  | Rit | 8     |
| 11  | Super Nova Racing       | 7           | Rit | 15  | 8   | Rit | 1     |
| 11  | Super Nova Racing       | 8           | 15  | 7   | 15  | 19† | 1     |
| 12  | Ocean Racing Technology | 14          | 16  | 11  | 17  | 12  | 0     |
| 12  | Ocean Racing Technology | 15          | 18  | 19  | 14  | 8   | 0     |
| 13  | Carlin                  | 24          | Rit | 24† | 19  | 20† | 0     |
| 13  | Carlin                  | 25          | 12  | 18  | 21  | 15  | 0     |
| Pos | Team                    | Vettura Nr. | YAS | YAS | IMO | IMO | Punti |

| Colore  | Risultato             |
| ------- | --------------------- |
| Oro     | Vincitore             |
| Argento | 2º posto              |
| Bronzo  | 3º posto              |
| Verde   | Finito a punti        |
| Blu     | Finito senza punti    |
| Viola   | Ritirato (Rit)        |
| Viola   | Non classificato (NC) |
| Rosso   | Non qualificato (NQ)  |
| Nero    | Squalificato (SQ)     |
| Bianco  | Non partito (NP)      |
| Bianco  | Non ha gareggiato     |
| Bianco  | Infortunato (INF)     |
| Bianco  | Escluso (ES)          |
| Bianco  | Gara cancellata (C)   |